# Walter Van Steenbrugge
Walter Van Steenbrugge (Oudenaarde, 18 juli 1964) is een Belgisch advocaat, strafpleiter en auteur.

## Opleiding/Studies
Van Steenbrugge studeerde Rechtsgeleerdheid aan de Universiteit van Gent (1982-1987). Hij geeft gastcolleges aan meerdere universiteiten. 

## Loopbaan
Van Steenbrugge verwierf bekendheid naar aanleiding van de moord op veearts Karel Van Noppen. In deze zaak uit 2002 was hij advocaat van verdachte Alex Vercauteren, die door de rechtbank levenslang opgelegd kreeg voor het opdracht geven tot de moord op Van Noppen op 20 februari 1995.
Naar aanleiding van deze zaak schreef Van Steenbrugge het boek "De affaire Justitie" waarin hij kritiek uit op de wijze waarop het onderzoek is uitgevoerd. Hij hekelde de grote macht van politiemensen tijdens gerechtelijke onderzoeken, die zelden of niet worden gecontroleerd. Verder bepleit hij in het boek een aantal justitiële hervormingen waaronder de afschaffing van de levenslange benoeming van magistraten, het oprichten van magistratenscholen en de omarming door justitie van gedragswetenschappen om zo meer informatie te verkrijgen over de mens achter het misdrijf. Ook pleit hij voor een hervorming van het gevangenisbeleid, nu het huidige zwaar faalt inzake recidive. 
Van Steenbrugge wijst tevens op de ambigue rol van het Openbaar Ministerie, dat zich naar buitenuit voordoet als een onafhankelijk orgaan van justitie maar in de realiteit eenzijdig de veroordeling van verdachten nastreeft. 
Na de 'Affaire Justitie' schreef Walter Van Steenbrugge nog "Straffen op Mensenmaat" (Uitgeverij Luster) in 2012, en "Schuld en Boete: graag zonder blinddoek" (Uitgeverij Academia Press) in 2018. 
Op 25 september 2023 verscheen bij Uitgeverij Pelckmans het boek "Operatie Kerk". In dit boek schrijft Van Steenbrugge zijn ervaringen neer over de bijstand die hij vanaf 2010 verleende aan zowat 150 slachtoffers van seksueel misbruik in de kerk en over het euthanasieproces (januari 2020 - Assisen Oost-Vlaanderen, in de zaak van Tine Nys). 
In deze dossiers botste Walter Van Steenbrugge op machinaties die verborgen bleven, maar de koers van de beide rechtszaken beïnvloedden. Het boek vormde, samen met Godvergeten (Canvas, 2023) de basis voor een grootschalig onderzoek door de Hoge Raad voor de Justitie (HRJ) naar disfuncties binnen het gerechtelijk onderzoek van Operatie Kelk.
Het rapport van de HRJ werd op 16 april 2024 aan de parlementaire onderzoekscommissie van het federaal parlement voorgelegd en was vernietigend.
Door het succes van het boek werd het in september 2024 vertaald naar het Frans en kwam het boek uit onder de naam "Clan Calice". 
Van Steenbrugge trad ook op in verschillende andere strafzaken. Hij was de raadsman van de familie De Vleeschauwer (moord op Peter De Vleeschauwer), de familie Palstermans (slachtoffer van de Bende van Nijvel), trad ook op in de Kasteelmoord, de ontvoeringszaak van Anthony De Clercq en de babymoord in Puurs. Daarnaast trad hij ook op voor wielrenner Wout van Aert, YouTuber Acid, voetbalclub Club Brugge, voetbaltrainer Ivan Leko, Club Brugge-manager Vincent Mannaert, ondernemer Marc Coucke in het kader van het frauduleuze verloop van de aandelen van voetbalclub RSC Anderlecht, uitvoerende arts Jos Van Hove in het euthanasieproces, voormalig burgemeester van Staden Francesco Vanderjeugd, en voormalig pornoproducent Dennis Black Magic in een verkrachtingszaak.
Van Steenbrugge pleitte in 38 assisenzaken en pleit ook in Frankrijk. In januari 2023 stond hij de familie Decadt bij tijdens het terrorismeproces in New York. 
Hij vormt reeds 30 jaar een duo met Christine Mussche, zijn vennoot op het kantoor VS Advocaten. 